# ۱۱۱۳ (خورشیدی)
۱۱۱۳ هزار و صد و سیزدهمین سال هجری خورشیدی است.